# شبكة الأخبار العربية
شبكة الأخبار العربية يملكها رفعت الأسد شقيق الرئيس السوري الراحل حافظ الأسد.تبث من لندن، وتنتهج مسلك المعارضة للرئيس السوري بشار الأسد.